# Darius Vinnett
(en) Statistiques sur pro-football-reference
(en) Statistiques sur statscrew
Darius Vinnett (né le 30 septembre 1984 à Saint-Rose) est un joueur américain de football américain. Il joue actuellement avec les Destroyers de Virginie, évoluant en United Football League.

## Enfance
Vinnett naît dans la ville de Saint-Rose dans la banlieue de La Nouvelle-Orléans, en Louisiane.

## Carrière

### Université
Il entre à l'université de l'Arkansas où il joue pour l'équipe de football américain des Razorbacks. 

### Professionnel
Darius Vinnett n'est sélectionné par aucune équipe lors du draft de la NFL de 2007. Il signe peu de temps après avec les Rams de Saint-Louis comme agent libre non drafté. Lors de sa première saison professionnel (rookie), il entre au cours de huit matchs et fait treize tacles. La saison 2008 est une saison vierge pour lui et Saint-Louis le libère au cours de la saison. 
Il signe, dès sa libération, avec l'équipe d'entraînement des Falcons d'Atlanta. Il ne joue pas de la saison 2008 et commence le camp d'entraînement des Falcons mais n'est pas conservé pour la saison 2009.
Il décide de signer avec les Tuskers de Floride, évoluant en United Football League, où il commence à avoir un réel poste dans l'équipe. Après deux saisons, l'équipe des Tuskers, victime de problèmes financiers, ne joue pas la saison 2011 et la franchise des Destroyers de Virginie fait signer l'ensemble de l'effectif. Vinnett remporte son premier titre professionnel lors de cette saison, celui du championnat UFL.

## Palmarès
- Champion UFL 2011